# Wat Chinwararam

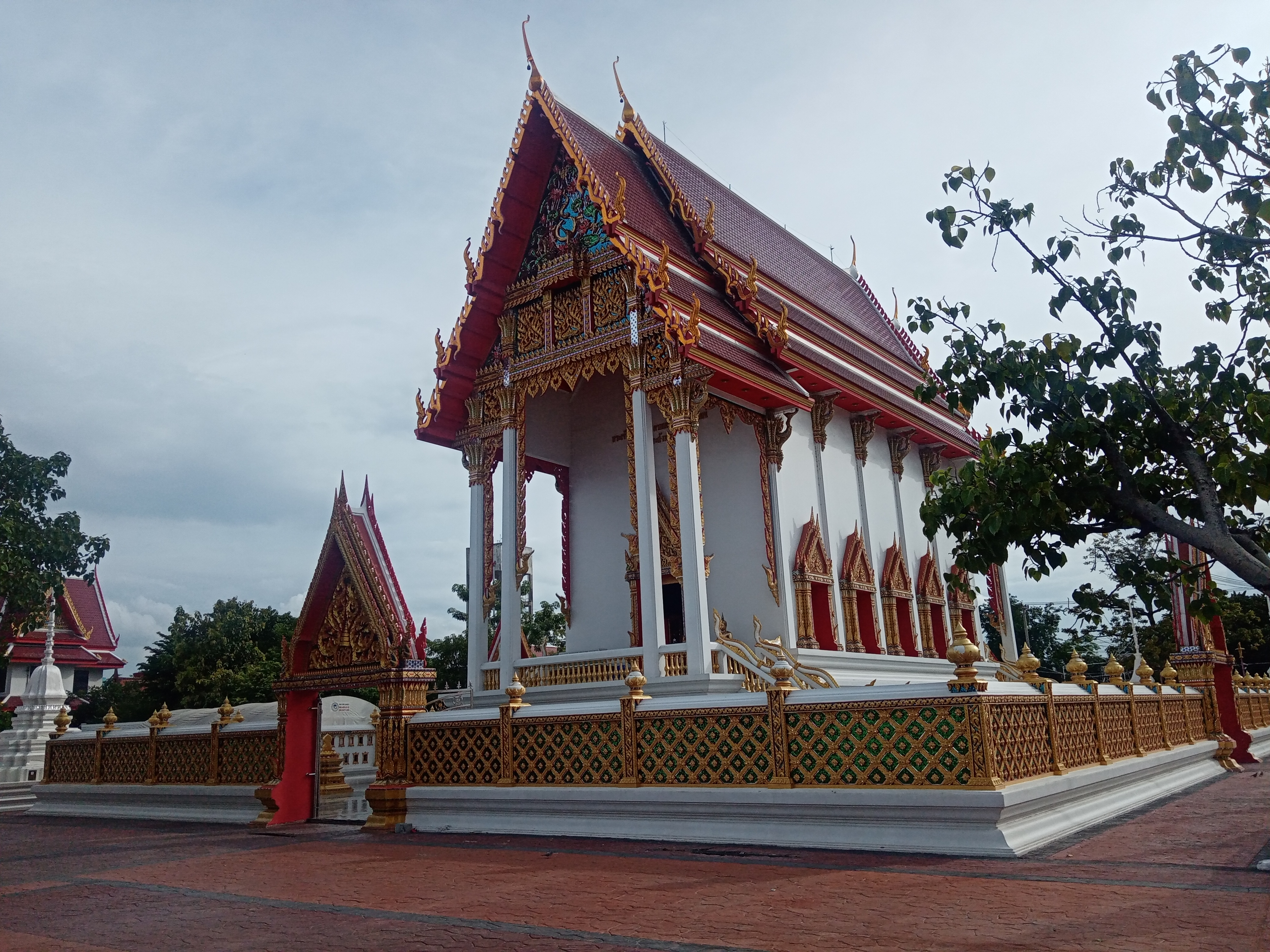
Der Ordinationshalle von Wat Chinwararam.

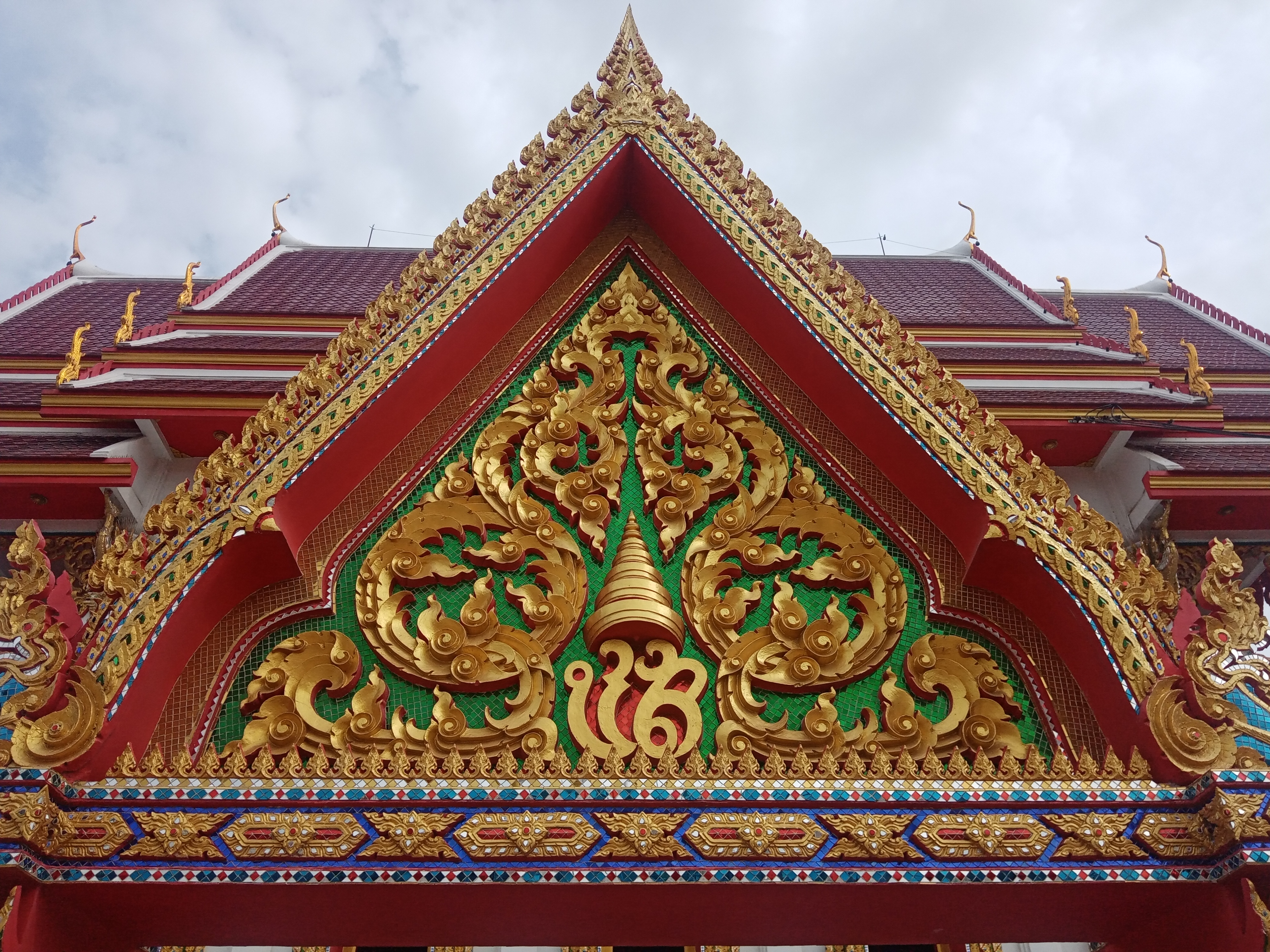
Monogramm von Prinz Chinaworasiriwat an einem Tor der Ordinationshalle von Wat Chinwararam.

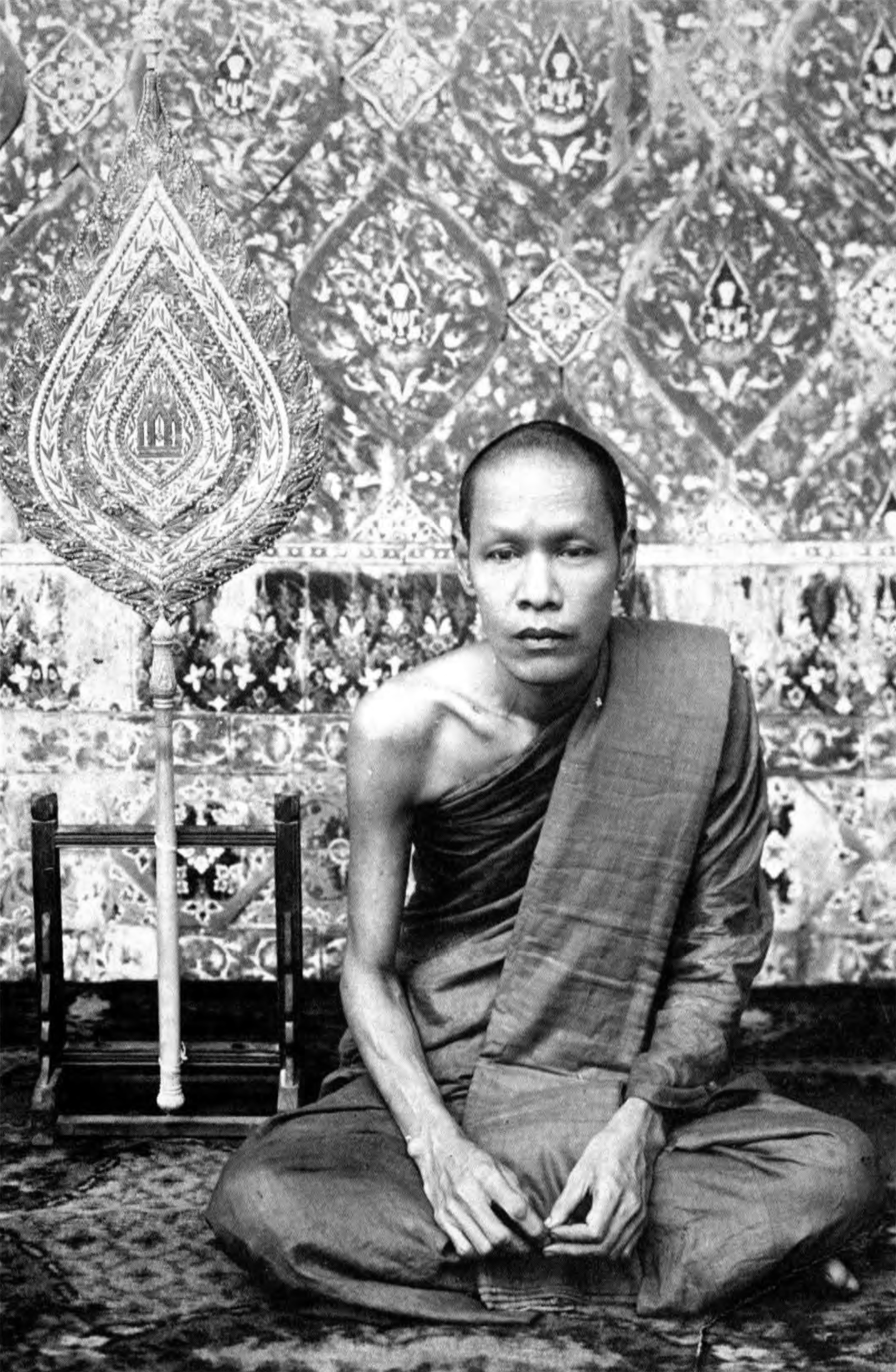
Prinz Chinaworasiriwat.

Der Wat Chinwararam  (Thai: วัดชินวราราม, ursprünglich Wat Makham Tai วัดมะขามใต้) ist eine buddhistische Tempelanlage (Wat) in Pathum Thani, Provinz Pathum Thani.

## Lage
Der Wat Chinwararam liegt am Westufer des Mae Nam Chao Phraya (Chao-Phraya-Fluss) im Tambon (Gemeinde) Bang Kha Yaeng etwa sieben Kilometer vom Ortskern von Pathum Thani entfernt.

## Geschichte
Hier hielt sich der Prinz Chinnaworasiriwat während seiner Zeit als buddhistischer Mönch. Wie sehr er dem Tempel verbunden war, zeigt, dass auch die Asche seiner Mutter hier aufbewahrt wird.
Dem Tempel angeschlossen ist eine Schule.

## Sehenswürdigkeiten
Folgende Sehenswürdigkeiten befinden sich im Bereich des Wat Chinwararam.
Sehr schöne Wandmalereien, die die zehn Leben des Buddha (Phra Chao Sip Chat) darstellen. Deswegen ist der Tempel auch sehr besucht.